# 根津信政
根津 信政（ねづ のぶまさ）は、安土桃山時代から江戸時代初期にかけての武将、大名。上野国豊岡藩初代藩主。
徳川家康に仕えていた父・根津政直の遺領（上野豊岡5000石）を継ぐ。関ヶ原の戦いの軍功により、慶長7年（1602年）に5000石を加増され、豊岡藩を立藩した。
跡を長男・政次が継いだ。